# Elizabeth Martínez (futbolista dominicana)
Johanna Elizabeth Santelis Martínez (República Dominicana, 3 de octubre de 1989),es una futbolista dominicana que juega como centrocampista en el Bob Soccer FC y en la selección femenina de la República Dominicana.

## Carrera
Martínez ha jugado en los clubs La Romana, el Tiki Taka FC y el Bob Soccer FC de República Dominicana.
Martínez representó a la República Dominicana en el Torneo de Clasificación Femenino Sub-19 de la CONCACAF 2004 y en la fase de clasificación para el Campeonato Femenino Sub-20 de la CONCACAF 2006.En la categoría senior, fue internacional durante dos fases de clasificación para el Torneo de Clasificación para los Juegos Olímpicos de la CONCACAF (2008 y 2012), la fase de clasificación para la Copa Mundial Femenina de la CONCACAF 2010 y el Torneo de Clasificación para los Juegos Olímpicos de la CONCACAF 2012.